# Отравленная пешка
Отравленная пешка (фигура) — в шахматном жаргоне — пешка (фигура), которая не защищена явным образом, но взятие которой приводит или может привести к существенному ухудшению положения взявшего её игрока.
Как правило, «отравленная» пешка или фигура используется в различного рода ловушечных комбинациях: игрок намеренно оставляет её якобы незащищённой, рассчитывая, что противник возьмёт её, не приняв во внимание сопутствующего ухудшения своей позиции или сочтя это ухудшение незначительным по сравнению с материальным преимуществом.
Простейшие варианты использования «отравленных» пешек и фигур: устранить связку своей фигуры, заставить противника сдвоить пешки или иным образом ухудшить состояние своей пешечной цепи, отвлечь фигуру противника от важного поля, которому она угрожает.
Также отравленные пешки можно встретить в ряде шахматных дебютов: Лондонская система, Сицилианская и французская защита, латышский гамбит и другие